# Lijst van burgemeesters van Stevensweert
Dit is een lijst van burgemeesters van de voormalige Nederlandse gemeente Stevensweert tot die gemeente op 1 januari 1991 opging in de gemeente Maasbracht.
| Ambtsperiode | Naam burgemeester        | Partij of stroming | Bijzonderheden                                                                                    |
| ------------ | ------------------------ | ------------------ | ------------------------------------------------------------------------------------------------- |
| ??           | ??                       |                    |                                                                                                   |
| 1820 - 1832  | Nicolas (N.A.F.) Gelders |                    | schout/burgemeester                                                                               |
| ??           | ??                       |                    |                                                                                                   |
| 18?? - 1856  | Th. den Ouden            |                    |                                                                                                   |
| 1856 - 1860  | J. Dinraths              |                    |                                                                                                   |
| 1860 - 1883  | Christiaan (C.A.) Houben |                    | later burgemeester van Venlo                                                                      |
| 1883 - 1900  | C. van Boven             |                    |                                                                                                   |
| 1900 - 1927  | W.M.A. Galiart           |                    | werd Gedeputeerde voor provincie Limburg                                                          |
| 1927 - 1941  | P.J.H. Minkenberg        |                    | tevens burgemeester van Ohé en Laak (1931-1941)                                                   |
| 1942 - 1944  | Albert (A.) den Rooyen   |                    | waarnemend; tevens waarnemend burgemeester van Ohé en Laak en burgemeester van Echt               |
| 1945 - 1947  | P.J.H. Minkenberg        |                    | tevens burgemeester van Ohé en Laak, later burgemeester van Beek                                  |
| 1947 - 1974  | W.J. Kelleners           |                    | tevens burgemeester van Ohé en Laak                                                               |
| 1974 - 1986  | Bert (E.A.) Mooren       | KVP / CDA          | tevens burgemeester van Ohé en Laak, later burgemeester van Arcen en Velden                       |
| 1986 - 1991? | Emile (A.L.E.) Wagemans  | CDA                | waarnemend; tevens waarnemend burgemeester van Ohé en Laak, eerder burgemeester van Munstergeleen |